# Hvangbo Gvan
Hvangbo Gvan (hangul: 황보관, handzsa: 皇甫官, RR: Hwangbo Gwan; Tegu, 1965. március 1. –) dél-koreai válogatott labdarúgó, edző.

## Pályafutása

### Klubcsapatban
1988 és 1995 között a Jukong Elephants csapatában játszott, melynek tagjaként 1989-ben megnyerte a dél-koreai bajnokságot. 1996 és 1997 között Japánban az Óita Trinita játékosa volt. 

### A válogatottban
1988 és 1993 között 36 alkalommal játszott a dél-koreai válogatottban és 10 gólt szerzett. Részt vett az 1988-as Ázsia-kupán és az 1990-es világbajnokságon, ahol a Spanyolország elleni csoportmérkőzésen gólt szerzett. Belgium ellen nem kapott lehetőséget, az Uruguay elleni találkozón viszont kezdőként lépett pályára.

### Edzőként
1999 és 2004 között az Óita Trinita csapatánál dolgozott segéd- és utánpótlásedzőként. 2005 és 2010 között az első csapat vezetőedzője volt. 2011-ben az FC Szöult irányította. 

## Sikerei, díjai
Jukong Elephants
- Dél-koreai bajnok (1): 1989

Dél-Korea
- Ázsia-kupa döntős (1): 1988